# Музей археології Батурина
Музей археології Батурина — музей у місті Батурині Бахмацького району Чернігівської області, входить до складу Національного історико-культурного заповідника «Гетьманська столиця».

## Приміщення
Музей розташований в пам'ятці архітектури місцевого значення — Воскресенській церковно-парафіяльній школі , спорудженій у комплексі з Восресенською церквою — усипальницею гетьмана Кирила Розумовського в 1904 р. в історичному середмісті Батурина.
Будівля прямокутна у плані, одноповерхова, цегляна. Архітектор невідомий.
За час існування в ній розташовувалися церковнопарафіяльна школа та дитячий садок.
В 2005 р. прийнята на баланс заповідника «Гетьманська столиця».
Реставрація пам'ятки тривала у 2005—2008 рр.

## Історія музею
Відкриття Музею археології Батурина відбулося 22 січня 2009 р., в День соборності України, Президентом Віктором Ющенком.

## Експозиція

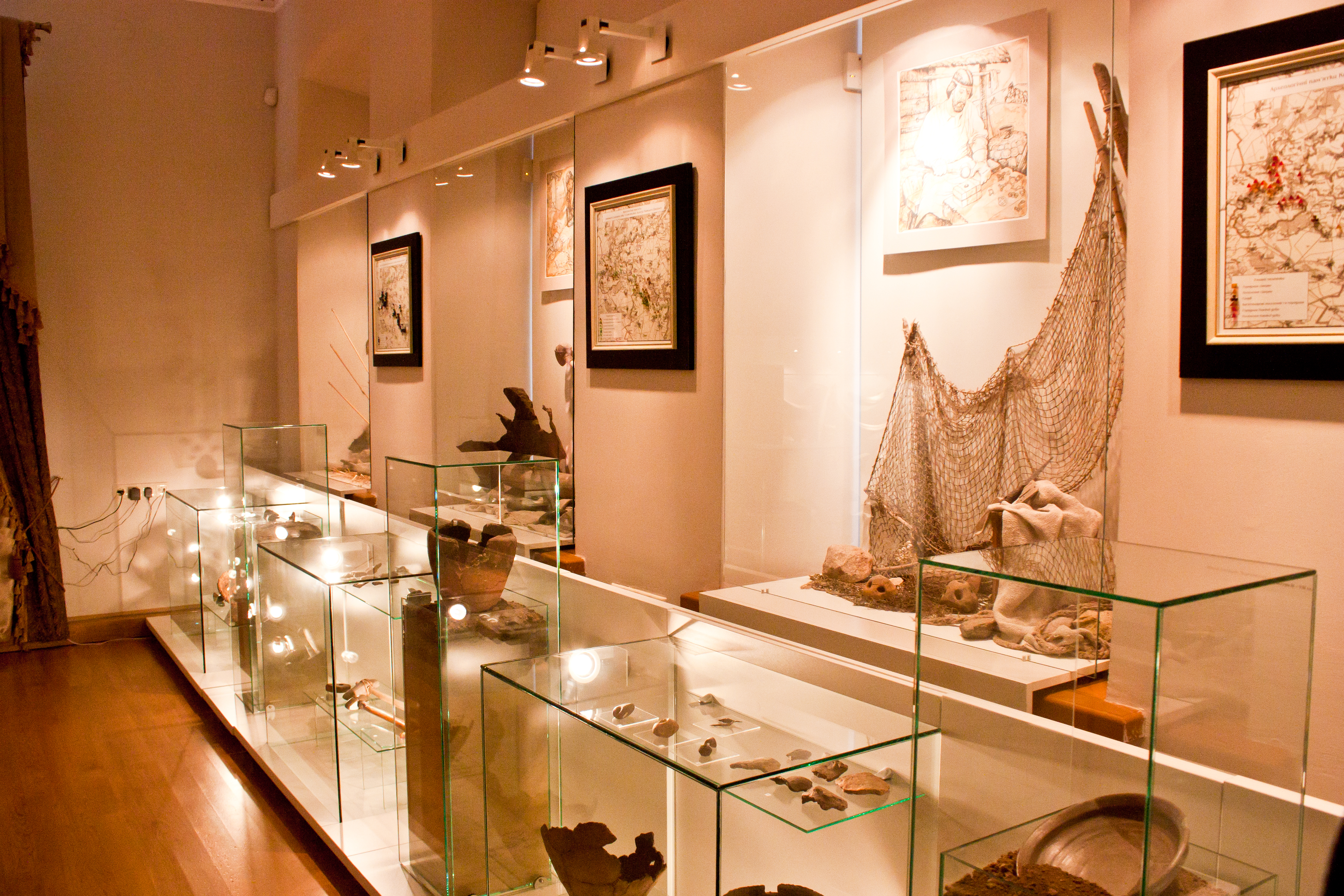
Зал «Батурин стародавній»

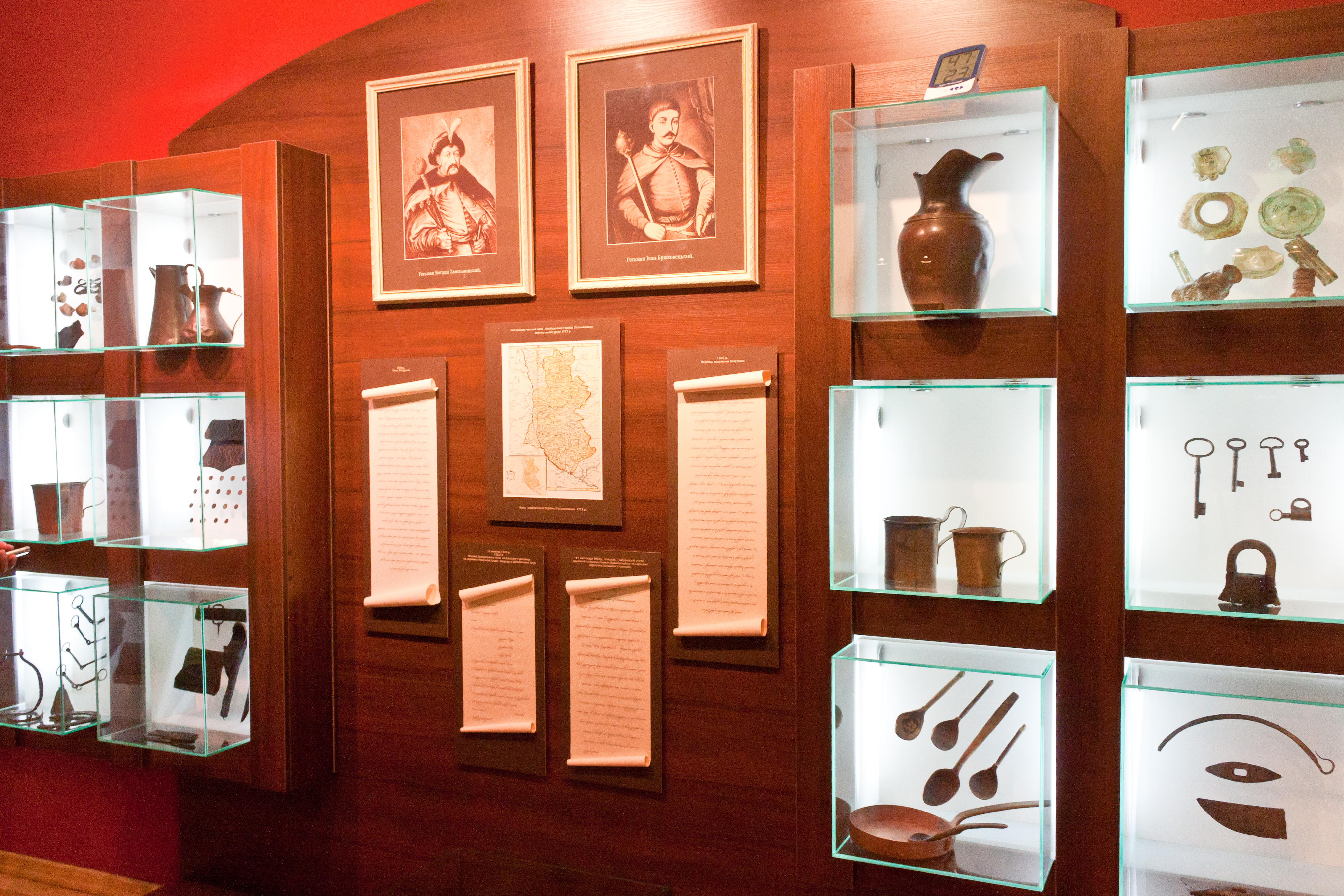
Фрагмент експозиції «Батурин козацької доби»

Тематика музею охоплює значний проміжок часу — від появи перших людей на теренах Батурина і до загибелі міста 13 (2) листопада 1708 р.
Експозиція Музею археології Батурина побудована в трьох тематичних напрямках: «Батурин стародавній», «Батурин козацької доби», «Батурин — гетьманська резиденція».
В залі «Батурин стародавній» Ви можете побачити кістки мамонтів і інших прадавніх тварин, які ще 10 тис. років тому ходили по нашій землі, кам'яні знаряддя праці періоду неоліту, велику кількість прикрас часів Київської Русі, які так любили носити жінки.
Експозиція «Батурин козацької доби» присвячена литовсько-польському та козацькому періодам історії Батурина. Охоплює час з XIV ст. до 1669 р. Тут представлені вироби місцевих ремісників, козацькі похідні та ужиткові речі, копії документів та мап того часу, що всебічно характеризують історію Батурина козацького періоду. Унікальними експонатами в експозиції є лицарський пояс з посрібленням, срібний талер 1622 р., козацький чобіт, повстанська зброя та інші не менш цікаві речі. Тут представлені дерев'яні колоди, яким вже більше 300-х років, знайдені під час розкопок рову Цитаделі Батуринської фортеці.
Експозиція «Батурин — гетьманська резиденція» присвячена найяскравішому, гетьманському періоду в історії Батурина. З 1669 по 1708 рр. місто було резиденцією гетьманів Дем'яна Ігнатовича, Івана Самойловича, Івана Мазепи та центром політичного, економічного і культурного життя Гетьманщини.
Гетьманська столиця на піку свого злету була захоплена і вщент знищена разом із жителями російською армією під командуванням О. Меншикова 13 (2) листопада 1708 р. Символом трагедії 1708 року стала обпалена ікона Богоматері з Немовлям на мідній пластині зі слідами позолоти роботи майстрів Києво-Печерської Лаври кінця XVII ст., віднайдена археологами у могилі літньої жінки з розтрощеним черепом. Промовистими свідками трагедії є уламок гармати-мортири, що стояла на мурах Батуринської фортеці та уламок церковного дзвону. Тема знищення Батурина не залишає байдужими і сучасних митців. Майстри пензля Андрій Івахненко та Микола Данченко передали цю моторошну картину у своїх художніх творах.
Завдяки планомірним щорічним розкопкам Музей археології Батурина продовжує поповнюватися раритетними знахідками.
В музеї організовуються тимчасові виставки, проводяться тематичні заняття для учнівської молоді, лекції.